# Kattarp
För andra betydelser, se Kattarp (olika betydelser).

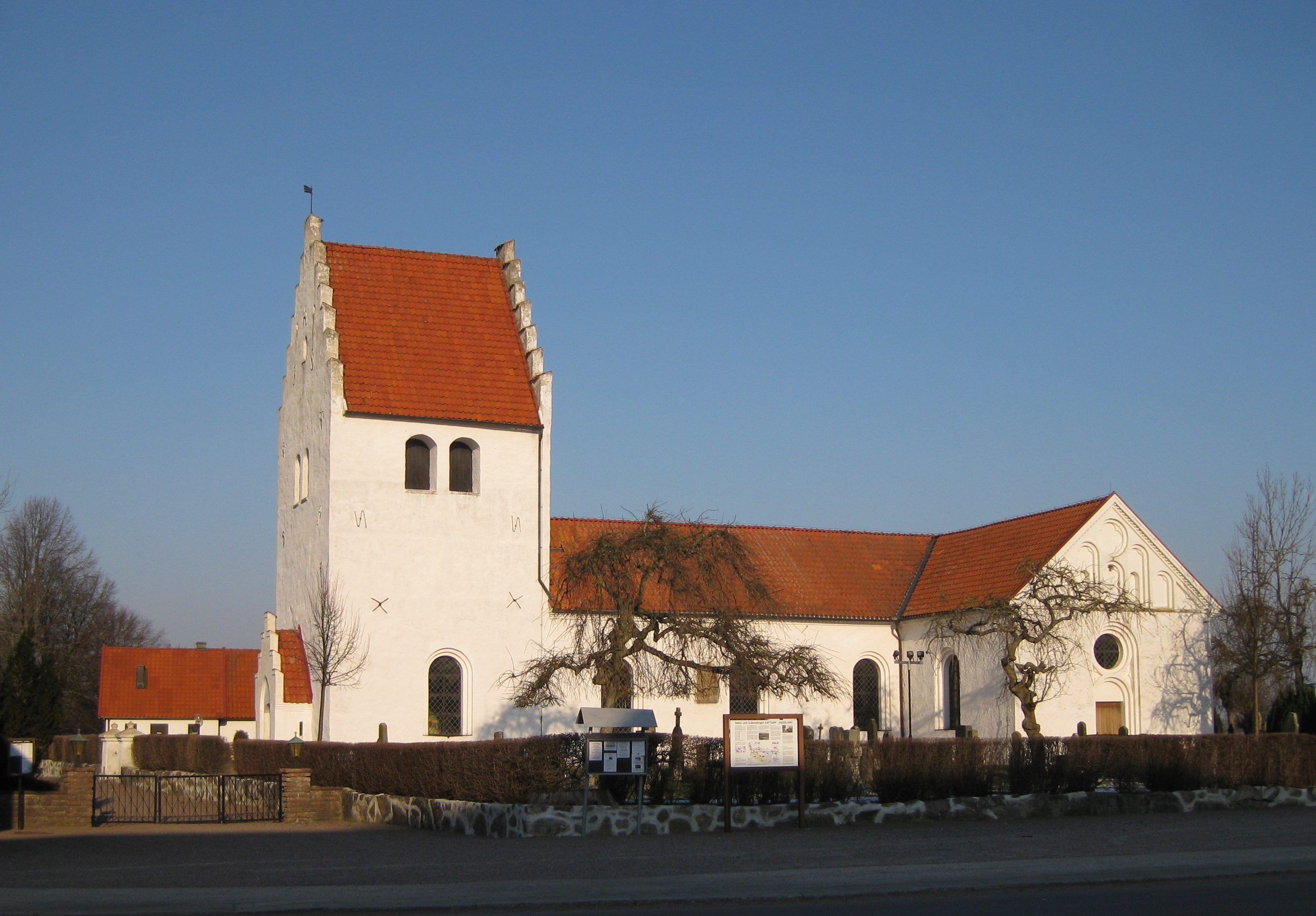
Kattarps kyrka februari 2012

Kattarp är en tätort i Helsingborgs kommun och kyrkby i Kattarps socken belägen cirka en mil nordost om Helsingborg längs järnvägen mellan Helsingborg och Ängelholm. Kattarp var förr en järnvägsknut.

## Historia
Kattarps kyrka uppfördes på 1200-talet. Den gamla sockenstugan, uppförd 1882 i gult tegel, ligger nära kyrkan. År 1885 öppnades sträckan Helsingborg–Halmstad på Skåne–Hallands Järnväg (SHJ), nuvarande Västkustbanan. Via en tvärbana till SHJ fanns tågtrafik till Höganäs. De båda spåren kom att korsa varandra ungefär en kilometer väster om Kattarps kyrkby, varefter Kattarps stationssamhälle växte fram som en konkurrent till den gamla kyrkbyn. Spåret till Åstorp finns kvar och är i drift, men används endast för godståg och SJ nattåg. 
De gamla gatunamnen, som till exempel Rallaregatan, anknyter än i dag till järnvägsbyggarepoken. I dag har kyrkbyn och stationssamhället vuxit samman. 

### Befolkningsutveckling
| Befolkningsutvecklingen i Kattarp 1960–2020 | Befolkningsutvecklingen i Kattarp 1960–2020 | Befolkningsutvecklingen i Kattarp 1960–2020 | Befolkningsutvecklingen i Kattarp 1960–2020 | Befolkningsutvecklingen i Kattarp 1960–2020 |
| ------------------------------------------- | ------------------------------------------- | ------------------------------------------- | ------------------------------------------- | ------------------------------------------- |
|                                             |                                             |                                             |                                             |                                             |
| År                                          |                                             |                                             | Folkmängd                                   | Areal (ha)                                  |
| 1960                                        | 1960                                        |                                             | 542                                         |                                             |
| 1965                                        | 1965                                        |                                             | 598                                         |                                             |
| 1970                                        | 1970                                        |                                             | 652                                         |                                             |
| 1975                                        | 1975                                        |                                             | 566                                         |                                             |
| 1980                                        | 1980                                        |                                             | 612                                         |                                             |
| 1990                                        | 1990                                        |                                             | 654                                         | 52                                          |
| 1995                                        | 1995                                        |                                             | 662                                         | 52                                          |
| 2000                                        | 2000                                        |                                             | 678                                         | 52                                          |
| 2005                                        | 2005                                        |                                             | 706                                         | 53                                          |
| 2010                                        | 2010                                        |                                             | 688                                         | 53                                          |
| 2015                                        | 2015                                        |                                             | 732                                         | 69                                          |
| 2020                                        | 2020                                        |                                             | 774                                         | 77                                          |
|                                             |                                             |                                             |                                             |                                             |

## Personer från orten
Eric Saade är uppvuxen i orten.